# Stacy Traub
Stacy Traub − amerykańsko-kanadyjska scenarzystka i producentka telewizyjna.

## Życiorys
Urodzona w Kanadzie, od 1994 mieszka w Los Angeles. W przemyśle rozrywkowym debiutowała tego samego roku, jako operatorka niezależnego filmu Underwhelmed w reżyserii Lincolna Stewarta. W 2000 napisała scenariusze dwóch odcinków sitcomu NBC A teraz Susan; od tej pory związana jest z telewizją. Wśród seriali, które współtworzyła znajdują się Spin City (2000−2002), Projekt dziecko (2007−2008) oraz Glee (2012). Glee koprodukowała też wykonawczo w latach 2012−2014. Produkowała inne seriale: Siostrzyczki (2002−2003), Kill grill (Kitchen Confidential) (2005−2006), Żona na pokaz (2014).
Jej córka Hazel urodziła się w 2004.